# Pallacanestro ai Giochi della XXXII Olimpiade - Torneo 3x3 femminile
Il torneo 3x3 femminile di pallacanestro ai Giochi della XXXII Olimpiade si è svolto dal 24 al 28 luglio 2021.
Il torneo è stato vinto dalla squadra degli Stati Uniti d'America.

## Risultati

### Girone all'italiana
Le otto squadre partecipanti disputano un girone all'italiana. Le prime due classificate accedono direttamente alle semifinali; le squadre classificate dal 3º al 6º posto accedono ai quarti di finale.

| Pos | Squadra     | G | V | P | PF  | PS  | DP  | Qualificazione                  |
| --- | ----------- | - | - | - | --- | --- | --- | ------------------------------- |
| 1   | Stati Uniti | 7 | 6 | 1 | 136 | 98  | +38 | Qualificate alle semifinali     |
| 2   | ROC         | 7 | 5 | 2 | 129 | 90  | +39 | Qualificate alle semifinali     |
| 3   | Cina        | 7 | 5 | 2 | 127 | 97  | +30 | Qualificate ai quarti di finale |
| 4   | Giappone    | 7 | 5 | 2 | 130 | 97  | +33 | Qualificate ai quarti di finale |
| 5   | Francia     | 7 | 4 | 3 | 118 | 116 | +2  | Qualificate ai quarti di finale |
| 6   | Italia      | 7 | 2 | 5 | 98  | 125 | −27 | Qualificate ai quarti di finale |
| 7   | Romania     | 7 | 1 | 6 | 89  | 142 | −53 |                                 |
| 8   | Mongolia    | 7 | 0 | 7 | 79  | 141 | −62 |                                 |

#### Incontri
| Arbitri: | Edmond Ho Cecília Tóth |

|            |       |             |
| Frolkina 7 | Punti | 8 Shinozaki |

| Arbitri: | Marek Maliszewski Vanessa Devlin |

|                |       |        |
| Wan J., Yang 6 | Punti | 4 Cuic |

| Arbitri: | Vanessa Devlin Cecília Tóth |

|            |       |          |
| Frolkina 7 | Punti | 4 Wan J. |

| Arbitri: | Sara El-Sharnouby Markos Michaelides |

|            |       |          |
| Ursu-Kim 3 | Punti | 9 Mawuli |

| Arbitri: | Shi Qirong Vlad Ghizdareanu |

|          |       |              |
| D'Alie 8 | Punti | 7 Bayasgalan |

| Arbitri: | Jasmina Juras Edmond Ho |

|          |       |                |
| Dolson 7 | Punti | 3 Paget, Touré |

| Arbitri: | Su Yu-yen Vlad Ghizdareanu |

|              |       |        |
| Enkhtaivan 6 | Punti | 9 Gray |

| Arbitri: | Shi Qirong Jasmina Juras |

|                |       |          |
| Filip, Guapo 6 | Punti | 8 D'Alie |

| Arbitri: | Shi Qirong Markos Michaelides |

|                    |       |                          |
| Mawuli, Yamamoto 6 | Punti | 3 Enkhtaivan, Bayasgalan |

| Arbitri: | Su Yu-yen Evgeny Ostrovskiy |

|             |       |           |
| Mărginean 6 | Punti | 13 D'Alie |

| Arbitri: | Su Yu-yen Vlad Ghizdareanu |

|                |       |                      |
| Munkhsaikhan 3 | Punti | 8 Kozik, O. Frolkina |

| Arbitri: | Cecília Tóth Evgeny Ostrovskiy |

|           |       |          |
| Zhiting 8 | Punti | 6 D'Alie |

| Arbitri: | Sara El-Sharnouby Marek Maliszewski |

|        |       |         |
| Cuic 7 | Punti | 12 Plum |

| Arbitri: | Evgeny Ostrovskiy Vanessa Devlin |

|                 |       |         |
| Tre giocatori 5 | Punti | 6 Paget |

| Arbitri: | Glenn Tuitt Evgeny Ostrovskiy |

|                 |       |         |
| Wang L., Yang 7 | Punti | 5 Touré |

| Arbitri: | Jasmina Juras Edmond Ho |

|         |       |        |
| Kozik 8 | Punti | 8 Gray |

| Arbitri: | Marek Maliszewski Vanessa Devlin |

|          |       |           |
| Mawuli 5 | Punti | 5 Wang L. |

| Arbitri: | Su Yu-yen Edmond Ho |

|                |       |                       |
| Munkhsaikhan 6 | Punti | 7 Ursu-Kim, Mărginean |

| Arbitri: | Vanessa Devlin Glenn Tuitt |

|                 |       |                         |
| Tre giocatori 4 | Punti | 8 O. Frolkina, Logunova |

| Arbitri: | Cecília Tóth Su Yu-yen |

|             |       |          |
| Consolini 4 | Punti | 8 Mawuli |

| Arbitri: | Evgeny Ostrovskiy Sara El-Sharnouby |

|         |       |                            |
| Guapo 9 | Punti | 7 Onolbaatar, Munkhsaikhan |

| Arbitri: | Shi Qirong Vlad Ghizdareanu |

|                 |       |                |
| D'Alie, Rulli 4 | Punti | 6 Dolson, Gray |

| Arbitri: | Sara El-Sharnouby Markos Michaelides |

|         |       |        |
| Plum 10 | Punti | 8 Yang |

| Arbitri: | Jasmina Juras Shi Qirong |

|          |       |                 |
| Touré 10 | Punti | 4 Tre giocatori |

| Arbitri: | Evgeny Ostrovskiy Qirong Shi |

|          |       |            |
| Dolson 7 | Punti | 8 Yamamoto |

| Arbitri: | Cecilia Toth Sara ElSharnouby |

|        |       |              |
| Wan 10 | Punti | 5 Enkhtaivan |

| Arbitri: | Glenn Tuitt Yuyen Su |

|          |       |                   |
| Touré 11 | Punti | Ursu, Stoenescu 4 |

| Arbitri: | Marek Maliszewski Vanessa Devlin |

|              |       |         |
| O.Frolkina 6 | Punti | Rulli 5 |

### Fase ad eliminazione diretta
|  | Quarti di finale | Quarti di finale | Quarti di finale |  |  | Semifinali | Semifinali  | Semifinali |  |  | Finale          | Finale          | Finale          |
|  |                  |                  |                  |  |  |            |             |            |  |  |                 |                 |                 |
|  |                  |                  |                  |  |  | 1          | Stati Uniti | 18         |  |  |                 |                 |                 |
|  | 4                | Giappone         | 14               |  |  |            | Francia     | 16         |  |  |                 |                 |                 |
|  | 5                | Francia          | 16               |  |  |            |             |            |  |  |                 | Stati Uniti     | 18              |
|  |                  |                  |                  |  |  |            |             |            |  |  |                 | ROC             | 15              |
|  |                  |                  |                  |  |  | 2          | ROC         | 21         |  |  |                 |                 |                 |
|  | 3                | Cina             | 19               |  |  |            | Cina        | 14         |  |  | Finale 3° posto | Finale 3° posto | Finale 3° posto |
|  | 6                | Italia           | 13               |  |  |            |             |            |  |  |                 | Francia         | 14              |
|  |                  |                  |                  |  |  |            |             |            |  |  |                 | Cina            | 16              |

#### Quarti di finale
| Arbitri: | Vanessa Devlin Vlad Ghizdareanu Nicolas Widmer |

|         |       |                     |
| Wang 11 | Punti | 5 Consolini, D'Alie |

| Arbitri: | Evgeny Ostrovskiy Cecilia Toth Juvana Vukoje |

|             |       |         |
| Shinozaki 7 | Punti | 5 Paget |

#### Semifinali
| Arbitri: | Jasmina Juras Vlad Ghizdareanu |

|              |       |         |
| Plum, Gray 6 | Punti | 8 Filip |

| Arbitri: | Cecilia Toth Marek Maliszewski |

|          |       |         |
| Kozik 10 | Punti | 7 Zhang |

#### Finali
3º-4º posto
| Arbitri: | Evgeny Ostrovskiy Jasmina Juras |

|         |       |        |
| Touré 8 | Punti | 9 Wang |

1º-2º posto
| Arbitri: | Edmond Ho Cecília Tóth |

|          |       |            |
| Dolson 7 | Punti | 6 Logunova |

## Classifica finale
| Oro     | Stati Uniti 3×35 Plum, 8 Young, 13 Dolson, 15 Gray, All. Kara Lawson           |
| Argento | ROC 3×31 Kozik, 11 Logunova, 15 O. Frolkina, 16 E. Frolkina, All. -            |
| Bronzo  | Cina 3×36 Yang, 10 Zhang, 13 Wan, 23 Wang, All. Xu Jiamin                      |
| 4.      | Francia 3×35 Paget, 11 Filip, 12 Guapo, 28 Touré, All. -                       |
| 5.      | Giappone 3×33 Mawuli, 11 Shinozaki, 15 Nishioka, 23 Yamamoto, All. -           |
| 6.      | Italia 3×33 D’Alie, 4 Consolini, 5 Filippi, 8 Rulli, All. Andrea Capobianco    |
| 7.      | Romania 3×31 Cuic, 6 Ursu-Kim, 24 Stoenescu, 44 Mărginean, All. -              |
| 8.      | Mongolia 3×32 Munkhsaikhan, 8 Enkhtaivan, 13 Onolbaatar, 14 Bayasgalan, All. - |